# Notodontinae
Notodontinae is een subfamilie van de familie van de tandvlinders (Notodontidae). De lijst van geslachten is nog niet definitief, aangezien nog niet alle Notodontidae toegewezen zijn in subfamilies.

## Geslachten
- Achaera Kiriakoff, 1963
- Acroctena Saalmüller, 1884
- Afrogluphisia Kiriakoff, 1970
- Afroplitis Kiriakoff, 1964
- Afropteryx Kiriakoff, 1963
- Afropydna Kiriakoff, 1961
- Alatanadata Strand, 1912
- Alenophalera Strand, 1912
- Amphiphalera Hampson, 1910
- Amyops Karsch, 1895
- Andocidia Kiriakoff, 1958
- Anotodonta Strand, 1912
- Antheusina Gaede, 1928
- Antiscranciola Kiriakoff, 1967
- Antistaura Kiriakoff, 1965
- Antizana Gaede, 1928
- Antsalova Kiriakoff, 1960
- Aoba Kiriakoff, 1965
- Argyrothyris Bryk, 1913
- Astaura Kiriakoff, 1964
- Baliopteryx Kiriakoff, 1964
- Batempa Kiriakoff, 1962
- Belisaria Kiriakoff, 1965
- Bernardita Kiriakoff, 1964
- Bilulua Kiriakoff, 1954
- Biotes Herrich-Schäffer, 1855
- Bisolita Kiriakoff, 1961
- Boreostaura Kiriakoff, 1979
- Boscawenia Fletcher D. S., 1980
- Brachychira Aurivillius, 1905
- Bugandita Kiriakoff, 1965
- Castastygne Kiriakoff, 1962
- Catochria Herrich-Schäffer, 1855
- Chadisra Walker, 1862
- Chlorocalliope Kiriakoff, 1958
- Chlorochadisra Kiriakoff, 1963
- Cleapa Walker, 1855
- Crestonica Kiriakoff, 1958
- Daulopaectes Kiriakoff, 1958
- Deinarchia Kiriakoff, 1958
- Deriddera Kiriakoff, 1955
- Desmeocraera Wallengren, 1865
- Desmeocraerula Strand, 1912
- Diceratostaura Kiriakoff, 1964
- Dicranura Reichenbach, 1817
- Diodorina Kiriakoff, 1965
- Diopeithes Kiriakoff, 1958
- Drapetides Kiriakoff, 1963
- Drymonia Hübner, 1819
- Elaphrodes Bethune-Baker, 1909
- Enomotarcha Kiriakoff, 1958
- Epicerura Bethune-Baker, 1911
- Epicerurella Kiriakoff, 1981
- Epicerurina Kiriakoff, 1969
- Epidonta Bethune-Baker, 1911
- Epimetula Kiriakoff, 1964
- Eramos Kiriakoff, 1958
- Euanthia Kiriakoff, 1962
- Eujansea Fletcher D. S., 1980
- Eulavinia Fletcher D. S., 1980
- Eurystaura Janse, 1920
- Eurystaurella Kiriakoff, 1962
- Eurystauridia Kiriakoff, 1964
- Eurystauropsis Gaede, 1928
- Eutricholoba Kiriakoff, 1965
- Exantongila Fletcher D. S., 1980
- Fentonina Gaede, 1928
- Furcula Lamarck, 1816
- Gaedeina Romieux, 1945
- Galanthella Kiriakoff, 1959
- Galona Karsch, 1895
- Galos Kiriakoff, 1959
- Gargettina Kiriakoff, 1964
- Gluphisia Boisduval, 1828
- Graphodonta Kiriakoff, 1981
- Graptophalera Kiriakoff, 1967
- Griphocerura Kiriakoff, 1958
- Haplozana Aurivillius, 1901
- Harpandrya Bryk, 1913
- Helga Kiriakoff, 1962
- Hepatophalera Kiriakoff, 1960
- Heraia Kiriakoff, 1958
- Homocentridia Kiriakoff, 1967
- Hupodonta Butler, 1877
- Hyparpax Hübner, 1825
- Hyperaeschra Butler, 1880
- Hypostaurella Kiriakoff, 1967
- Induba Kiriakoff, 1975
- Iphigeniella Kiriakoff, 1962
- Italaviana Kiriakoff, 1960
- Leptonadata Aurivillius, 1904
- Leucodonta Staudinger, 1892
- Liriochroa Kiriakoff, 1958
- Lophocosma Staudinger, 1887
- Macrosenta Holland, 1893
- Mainiella Kiriakoff, 1962
- Melagonina Gaede, 1933
- Mesophalera Matsumura, 1920
- Metopolophota Bethune-Baker, 1909
- Metriaeschra Kiriakoff, 1964
- Microchadisra Kiriakoff, 1960
- Mimesisomera Bryk, 1950
- Neoblacodes Fletcher D. S., 1980
- Neodrymonia Matsumura, 1920
- Neoharpyia Daniel, 1965
- Nepheliphora Kiriakoff, 1963
- Nephodonta Sugi, 1980
- Nerice Walker, 1855
- Netria Walker, 1855
- Norracoides Strand, 1916
- Notodonta Ochsenheimer, 1810
- Notoxantha Hampson, 1910
- Ochrosomera Kiriakoff, 1969
- Odontosia Hübner, 1819
- Odontosiana Kiriakoff, 1964
- Ogovodonta Gaede, 1928
- Omichlis Hampson, 1895
- Omocerina Kiriakoff, 1970
- Otpada Kiriakoff, 1965
- Paracleapa Kiriakoff, 1964
- Paradrymonia Kiriakoff, 1967
- Paraeschra Miller & Franclemont, 2018
- Paranerice Kiriakoff, 1964
- Pararhenea Kiriakoff, 1960
- Pararheneades Kiriakoff, 1965
- Parasimesia Schintlmeister, 2017
- Parastaura Gaede, 1928
- Paratrotonotus Aurivillius, 1925
- Paulisana Kiriakoff, 1960
- Peltostaura Kiriakoff, 1967
- Periphalera Kiriakoff, 1959
- Peroara Schaus, 1905
- Phaeodontella Kiriakoff, 1981
- Pheosia Hübner, 1819
- Pheosina Gaede, 1916
- Pheosiopsis Bryk, 1950
- Pinheyia Kiriakoff, 1971
- Pittheides Kiriakoff, 1958
- Polelassothys Janse, 1920
- Poppaea Fawcett, 1916
- Prosphoroplitis Kiriakoff, 1955
- Psalisodes Hampson, 1910
- Pseudobarobata Gaede, 1928
- Pseudofentonia Strand, 1912
- Pseudosomera Bender & Steiniger, 1984
- Pseudostauropus Gaede, 1930
- Pterostoma Germar, 1812
- Ptilodon Hübner, 1822
- Ptilophora Stephens, 1828
- Pycnographa Kiriakoff, 1958
- Pygaerina Gaede, 1928
- Pyrsopsyche Kiriakoff, 1968
- Rachiades Kiriakoff, 1967
- Rhegmatophila Standfuss, 1888
- Rhenea Saalmüller, 1884
- Rhynchophalera Aurivillius, 1904
- Rhynchophalerina Kiriakoff, 1969
- Romaleostaura Kiriakoff, 1960
- Roppa Kiriakoff, 1961
- Rosinella Kiriakoff, 1963
- Sarimarais Kiriakoff, 1962
- Sawia Kiriakoff, 1967
- Scarnica Kiriakoff, 1962
- Schedostauropus Kiriakoff, 1960
- Scranciola Gaede, 1928
- Semidonta Staudinger, 1892
- Shaka Matsumura, 1920
- Sidisca Kiriakoff, 1958
- Simesia Kiriakoff, 1955
- Somerina Kiriakoff, 1965
- Someropsis Strand, 1912
- Speideliana Schintlmeister & Witt, 2015
- Stauropida Kiriakoff, 1962
- Stauropussa Strand, 1912
- Stenostaura Hampson, 1909
- Stenostauridia Strand, 1912
- Synete Kiriakoff, 1959
- Tmetopteryx Kiriakoff, 1964
- Trabanta Kiriakoff, 1962
- Tricholoba Hampson, 1910
- Trotonotus Butler, 1898
- Ulina Kiriakoff, 1967
- Ulinella Kiriakoff, 1954
- Ulinodes Kiriakoff, 1968
- Umncumbata Kiriakoff, 1975
- Utidaviana Gaede, 1928
- Vietteella Kiriakoff, 1958
- Xanthodonta Gaede, 1928
- Zamana Fletcher D. S., 1980
- Zelomera Butler, 1882
- Zerafia Strand, 1915
- Zuluana Schintlmeister & Witt, 2015